# Kler (film)
Kler – polski fabularny film obyczajowy z 2018 w reżyserii Wojciecha Smarzowskiego na podstawie scenariusza napisanego przez reżysera oraz Wojciecha Rzehaka. Osią fabularną filmu są losy trzech księży katolickich, reprezentujących różne podejścia do wiary chrześcijańskiej i skażonych grzechem.
Kler uzyskał przeważnie pozytywne oceny krytyków i był wielkim sukcesem komercyjnym; film obejrzało w kinach ponad 5 milionów widzów. Dzieło Smarzowskiego i Rzehaka wywołało gwałtowny sprzeciw środowisk prawicowo-konserwatywnych ze względu na przedstawienie zjawiska pedofilii wśród księży w polskim Kościele katolickim. Część krytyków uznawała film za jawnie antyklerykalny, część zaś interpretowała go jako wyważone wezwanie do reformy Kościoła. Kler był wielokrotnie nagradzany, między innymi Nagrodą Specjalną Jury na Festiwalu Polskich Filmów Fabularnych, Brązowym Gronem na Lubuskim Lecie Filmowym oraz nagrodą FIPRESCI na Transilvania International Film Festival.

## Fabuła
Fabułę stanowią losy trzech księży katolickich, na różnych szczeblach hierarchii kościelnej. Ksiądz Leszek Lisowski (Jacek Braciak) jest pracownikiem kurii w dużym mieście. Marzy on o przeniesieniu do Watykanu, jednak na drodze staje mu arcybiskup Mordowicz (Janusz Gajos), który używając swoich politycznych wpływów buduje największe w Polsce sanktuarium. Ksiądz Tadeusz Trybus (Robert Więckiewicz) jest wiejskim proboszczem, który zmaga się z ludzkimi słabościami (alkohol, kochanka). Ksiądz Andrzej Kukuła (Arkadiusz Jakubik) żarliwie wierzy, jednak pod wpływem wydarzeń w swojej parafii traci zaufanie wiernych, podejrzewających go o pedofilię.
Losy trzech bohaterów filmu przebiegają różnie. Lisowski szantażem wymusza na Mordowiczu przeniesienie do Watykanu, zebrawszy materiały potencjalnie kompromitujące arcybiskupa. Trybus decyduje się opuścić stan duchowny. Natomiast Kukuła, znajdując się pod presją w wyniku oskarżeń o pedofilię, popełnia samobójstwo poprzez publiczne samospalenie.

## Obsada
W rolach głównych
- Janusz Gajos jako arcybiskup Mordowicz
- Jacek Braciak jako ksiądz Leszek Lisowski
- Arkadiusz Jakubik jako ksiądz Andrzej Kukuła
- Robert Więckiewicz jako ksiądz Tadeusz Trybus
- Joanna Kulig jako Hanka Tomala, gospodyni i kochanka ks. Trybusa

W pozostałych rolach
- Matylda Baczyńska jako pielęgniarka
- Antoni Barłowski jako Czekaj
- Jacek Beler jako ks. Petarda
- Bartosz Bielenia jako lizus
- Iwona Bielska jako pielęgniarka Kaczorowska
- Bartłomiej Bobrowski jako ks. w ośrodku dla księży emerytów
- Marek Bogucki jako szef zakładu pogrzebowego
- Olga Bończyk jako ofiara
- Stanisław Brejdygant jako ks. Teodor
- Magdalena Celówna jako Natalia, gospodyni księdza Kukuły
- Juliusz Chrząstowski jako ks. w ośrodku dla księży emerytów
- Marcin Czarnik jako dziennikarz – ofiara
- Andrzej Deskur jako pasażer
- Wojciech Duryasz jako arcybiskup Śliż
- Bartłomiej Firlet jako ks. dyżurny
- Michał Gadomski jako ojczym Ryśka
- Mia Goti jako Sara
- Jarosław Gruda jako mechanik Zajdel
- Anna Grycewicz jako ofiara
- Mirosław Haniszewski jako ks. Bogdan
- Jan Hartman jako poseł
- Katarzyna Herman jako dziennikarka Anna Zakrzewska
- Michał Jarmicki jako ks. Marian
- Elżbieta Jarosik jako babcia z wnukiem
- Marcin Juchniewicz jako narzeczony
- Andrzej Konopka jako kierownik budowy
- Marek Kossakowski jako proboszcz parafii miejskiej
- Mirosław Kropielnicki jako Wilusz
- Izabela Kuna jako nauczycielka etyki
- Paweł Kumięga jako sierżant
- Włodzimierz Matuszak jako ks. w ośrodku dla księży emerytów
- Agnieszka Matysiak jako Jukunda, matka przełożona ośrodka wych.
- Rafał Mohr jako ks. Stanisław w latach 80 XX w.
- Zacharjasz Muszyński jako ks. Skiba
- Jan Nosal jako parafianin
- Sebastian Pawlak jako ofiara
- Jagoda Pietruszkówna jako ofiara
- Piotr Pilitowski jako ofiara
- Przemysław Redkowski jako ratownik
- Robert Rogalski jako ks. Stanisław
- Piotr Różański jako ks. w ośrodku dla księży emerytów
- Marcin Rychcik jako sekretarz arcybiskupa
- Ewa Serwa jako zakonnica posługująca się językiem migowym
- Natalia Sikora jako ofiara
- Michał Sitarski jako inspektor budowy
- Iwona Sitkowska jako ofiara
- Magdalena Smalara jako Jadzia
- Stanisław Szelc jako ks. w ośrodku dla księży emerytów
- Anna Szymańczyk jako Mrozowska
- Henryk Talar jako Kuraś
- Dariusz Toczek jako szukający sprawiedliwości
- Bartłomiej Topa jako ks. Leman
- Piotr Urbaniak jako ks. spiker
- Robert Wabich jako komendant Janusz Bury
- Marta Waldera jako Grzelakowa
- Zbigniew Waleryś jako pan Edward
- Mateusz Więcławek jako starszy posterunkowy Borek
- Julia Wyszyńska jako zakonnica – ofiara
- Mariusz Zaniewski jako rzecznik kurii
- Adrian Zaremba jako wikary Jan
- Dorota Zięciowska jako pani minister

Źródło: FilmPolski.pl

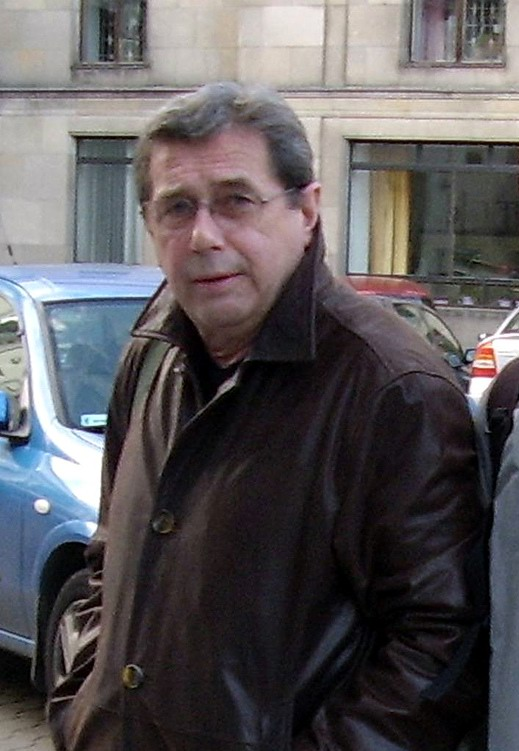
Janusz Gajos, odtwórca roli abpa Mordowicza
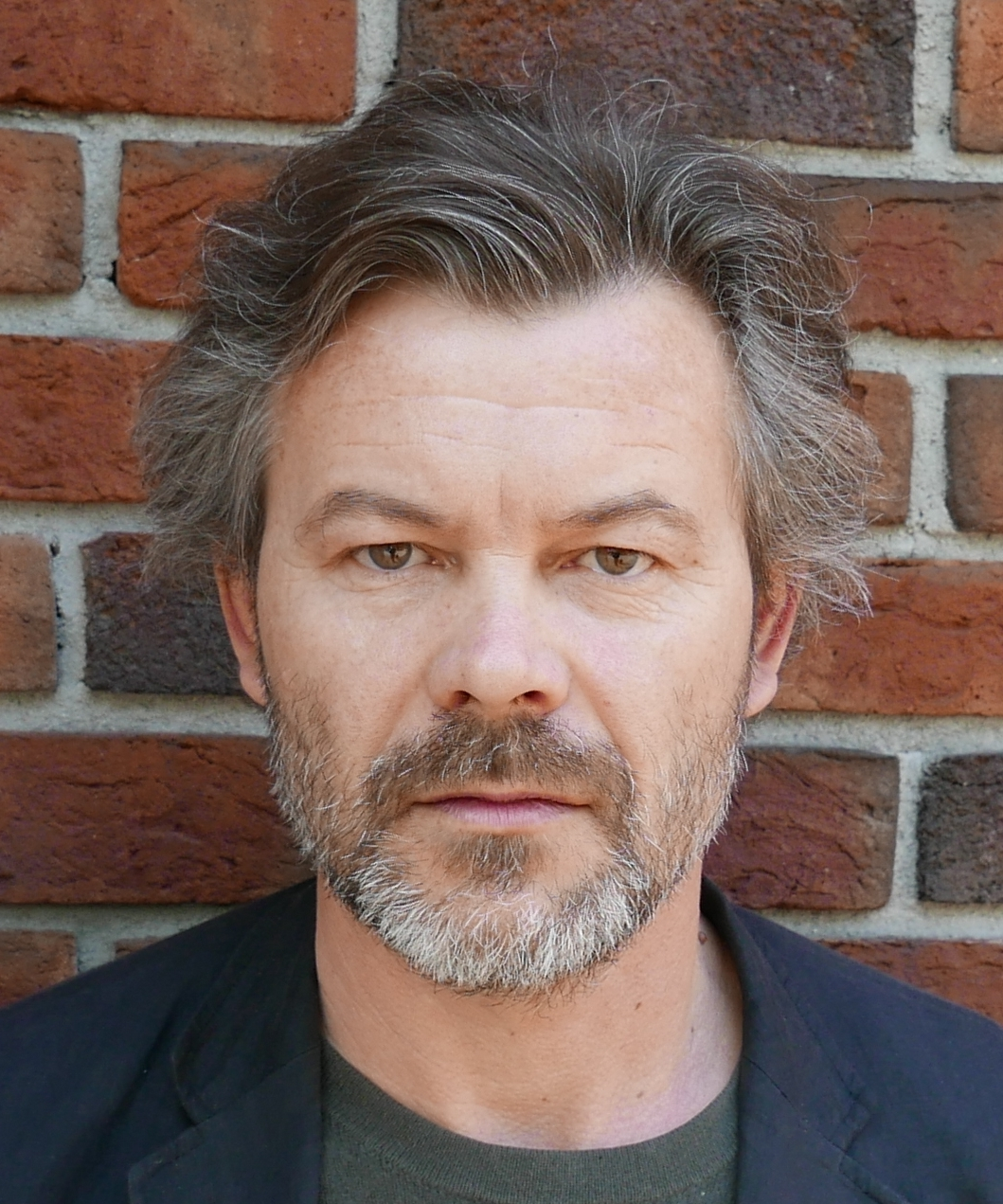
Jacek Braciak, odtwórca roli ks. Lisowskiego
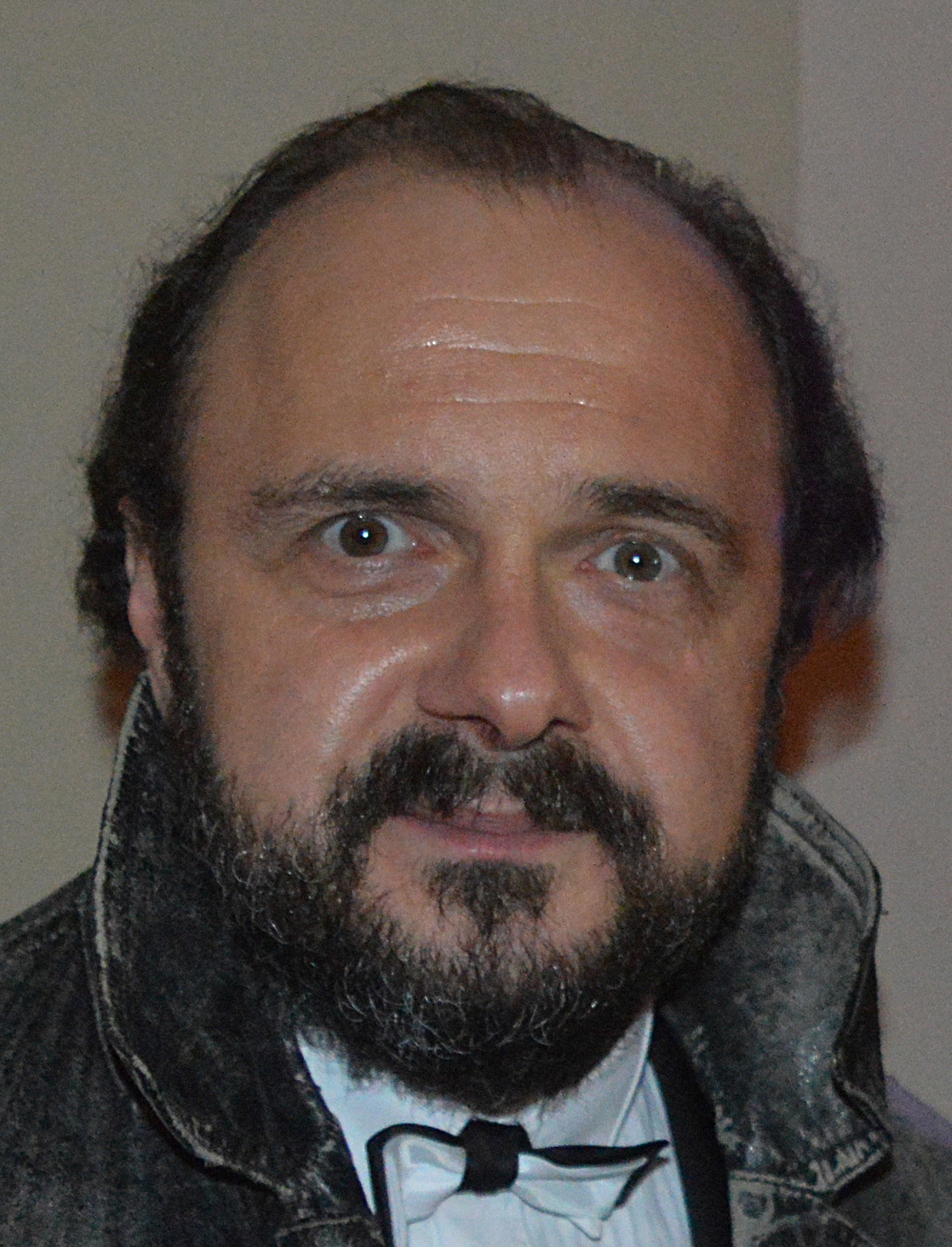
Arkadiusz Jakubik, odtwórca roli ks. Kukuły
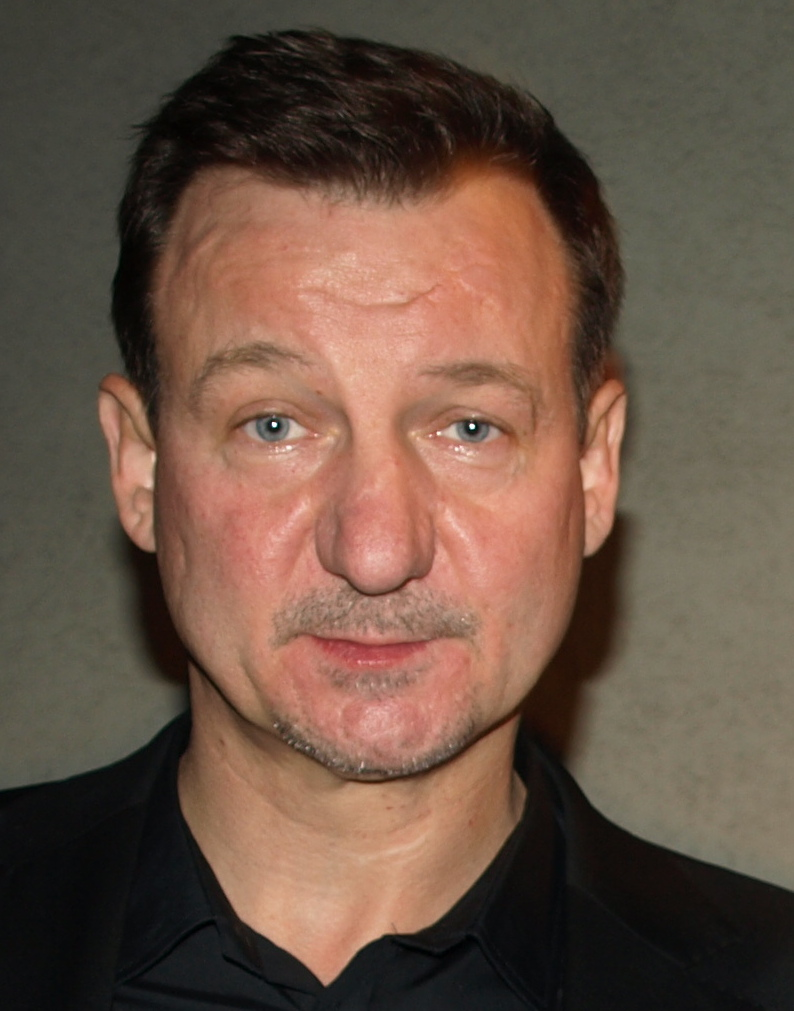
Robert Więckiewicz, odtwórca roli ks. Trybusa
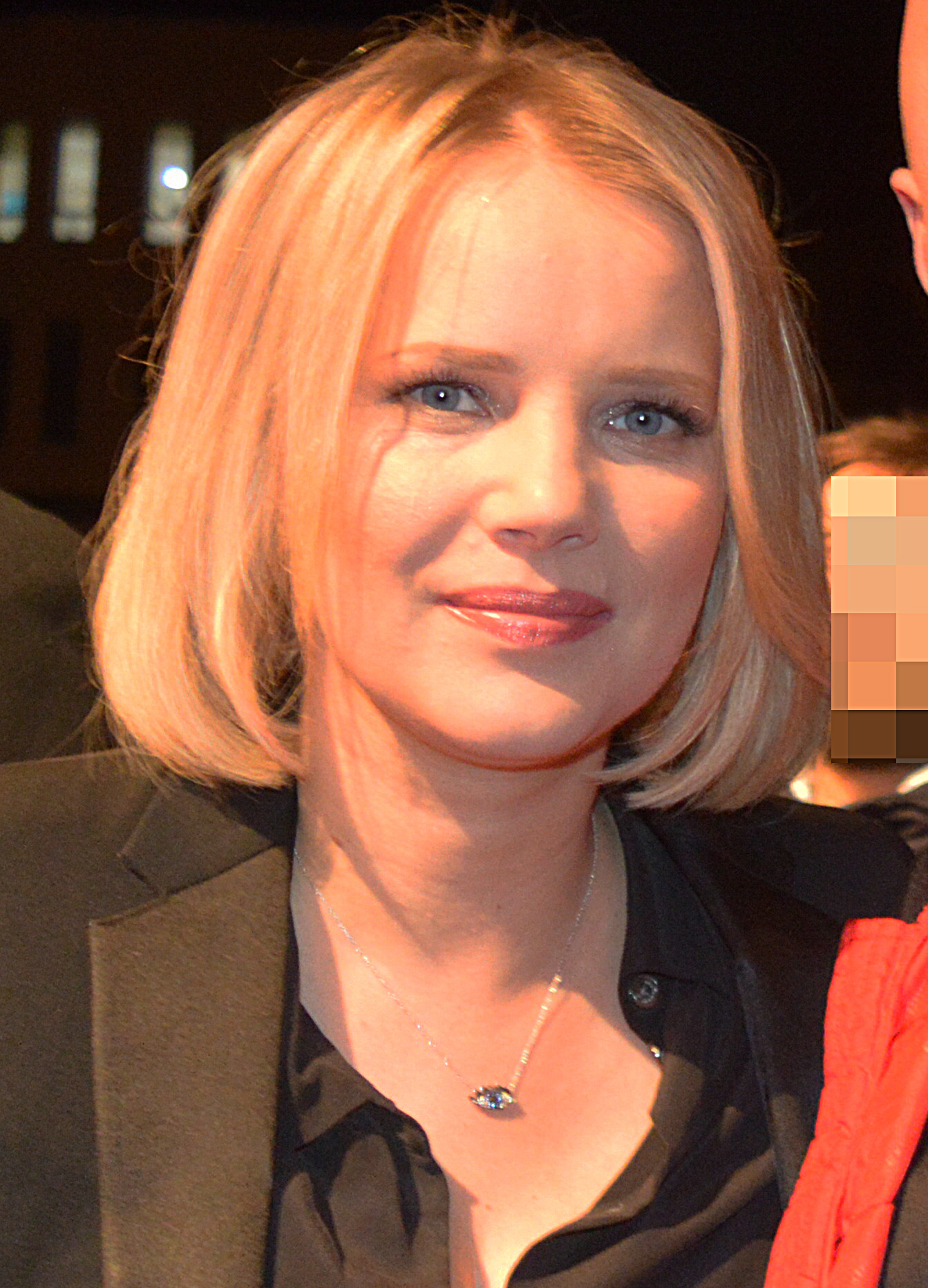
Joanna Kulig, odtwórczyni roli Hanki

## Produkcja

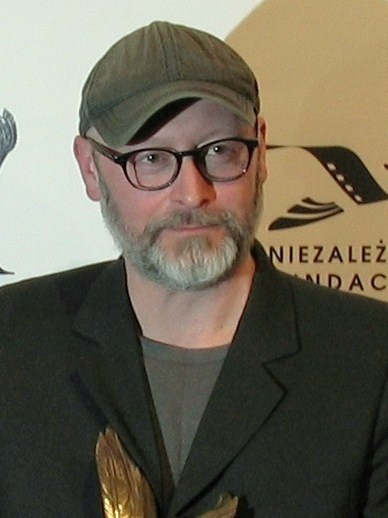
Wojciech Smarzowski, reżyser filmu

Kler, którego roboczy tytuł brzmiał Głęboka taca, miał być filmem o wszystkich grzechach Kościoła. Reżyser Wojciech Smarzowski jako przyczyny jego nakręcenia wskazał wszechobecność religii i Kościoła w życiu codziennym w Polsce, szczególną rolę księdza w społeczeństwie, a także afery pedofilskie na Zachodzie.

Ksiądz to zawód społecznego zaufania. Duszpasterze udzielają spowiedzi. Są wzorcem moralnym dla katolików. Kto, jak nie oni, powinien być kryształowy? Myślę, że gdyby nie wybuchły afery pedofilskie na Zachodzie, nie zrobiłbym „Kleru”.

Budżet filmu wyniósł ok. 10 mln złotych. Zdjęcia kręcono w Małopolsce (m.in. w bibliotece i kaplicy brzeskiego pałacu Goetzów) oraz na Zaolziu w Czechach (m.in. w parafii pw. Narodzenia Maryi Panny w Orłowej). W Polsce nie udało się znaleźć kościołów, w których można byłoby nakręcić zdjęcia do filmu.
Na wszystkich etapach produkcji – od rozpoczęcia prac nad scenariuszem do powstania ostatecznej wersji – film był konsultowany z przedstawicielami Kościoła katolickiego: zarówno obecnymi, jak i byłymi duchownymi. Podczas pracy nad filmem do reżysera zgłaszały się osoby skrzywdzone przez duchownych. Fragmenty zeznań ofiar księży pedofilów, które pojawiają się w filmie, zostały zaczerpnięte z książki Ekke Overbeeka pt. Lękajcie się. Ofiary pedofilii w polskim Kościele mówią.
Muzykę do filmu skomponował Mikołaj Trzaska, zmontował go Paweł Laskowski, autorem zdjęć był Tomasz Madejski, scenografii – Jagna Janicka, a kostiumów – Magdalena Jadwiga Rutkiewicz-Luterek. Jego producentem był Jacek Rzehak (Profil Film), a dystrybutorem – Kino Świat. Zmontowany film został pokazany grupie księży, którzy przyznali, że nie obraża on uczuć religijnych i pokazuje Kościół takim, jakim naprawdę jest.

## Odbiór

### Premiera i frekwencja kinowa w Polsce
Premiera filmu odbyła się 18 września 2018 podczas 43. Festiwalu Polskich Filmów Fabularnych w Gdyni, na ekrany kin film wszedł 28 września 2018. Film okazał się „hitem frekwencyjnym Festiwalu Filmowego w Gdyni”. Wejściówki i bilety na film rozchodziły się „błyskawicznie” i „w rekordowym tempie”; zorganizowano także dodatkowy pokaz dla tysiąca osób (na dużej scenie Teatru Muzycznego).
Film w zależności od kina wyświetlany był od kilkunastu do kilkudziesięciu razy dziennie (w dniu premiery w poznańskim Multikinie odbyły się 22 pokazy). Rekord należał do multipleksu w Zabrzu, gdzie film Smarzowskiego wyświetlono 24 razy. Z powodu ogromnego zainteresowania, w większości kin nie można było rezerwować biletów na seans. W kinach odbyła się rekordowa liczba seansów – film wszedł od razu na 478 ekranów.
W weekend otwarcia film obejrzało 0,935 mln widzów, czym film pobił rekord otwarcia kinowego w Polsce po 1989. W ciągu tygodnia Kler prawie podwoił swoją rekordową oglądalność z weekendu – film zobaczyło łącznie 1,73 mln osób. Do 7 października liczba ta wzrosła do 2,504 mln, do 11 października wyniosła 3,089 mln, do 18 października 3,849 mln, do 21 października wzrosła do 4,144 mln, a do 25 października 4,339 mln, co przyniosło mu trzecie miejsce wśród filmów z największą widownią po 1989 roku. Do 4 listopada film obejrzało 4,799 mln osób, do 11 listopada 4,954 mln, do 18 listopada 5,015 mln, a do 3 stycznia 2019 r. 5,183 mln.
Zaledwie w 18 dni od wprowadzenia do regularnej dystrybucji, z liczbą 3 538 214 widzów osiągnął piątą co do wielkości widownię kinową po 1989 roku, wyprzedzając między innymi Titanica i Pasję. Już 17 października produkcja zajęła trzecie miejsce na liście najbardziej kasowych filmów po 2000 roku – po Quo vadis Jerzego Kawalerowicza (4 300 351 widzów) oraz Avatarze Jamesa Camerona (3 677 893 widzów). W przełomie 2018/2019 Kler stał się najbardziej dochodowym polskim filmem po 1989 roku o przychodach w wysokości 105,261 mln zł (dotychczasowy rekord – 105,1 mln zł należał do Ogniem i mieczem z 1999 roku). Łączne przychody z dystrybucji filmu portale Box Office Mojo i The Numbers oszacowały na blisko 30 mln dolarów.

### Oceny w Polsce
Według agregatora recenzji Mediakrytyk Kler został oceniony pozytywnie przez 92% agregowanych polskojęzycznych krytyków, a średnia ocen filmu wyniosła 7,3 na 10 punktów (na podstawie 107 ocen).
Kler był ostro krytykowany przez środowiska prawicowo-konserwatywne. Gdy Wojciech Smarzowski, odbierając Nagrodę Publiczności podczas Festiwalu Polskich Filmów Fabularnych, zażartował, że liczył na odebranie jej z rąk Jacka Kurskiego, prezes TVP nazwał film „szmirą” i „tandetną prowokacją”, a Wiadomości TVP poświęciły mu materiał w głównym wydaniu. Pod adresem filmu padły zarzuty o brak wiarygodności i atakowanie Kościoła. Ksiądz Tadeusz Isakowicz-Zaleski, który miał możliwość obejrzenia filmu przed premierą, stwierdził, że „Kler to tylko agitka wojującego ateisty, a nie moralny niepokój”. Zarzucił on twórcom m.in. nieobiektywne i tendencyjne nakreślenie obrazu polskiego duchowieństwa oraz profanację wartości religijnych, np. przez parodiowanie Ostatniej Wieczerzy, ośmieszanie sakramentów czy znaku Opatrzności Bożej. Zdaniem duchownego Ministerstwo Kultury i Dziedzictwa Narodowego nie powinno finansować filmu. Minister kultury Piotr Gliński odciął się od informacji o jego finansowaniu, przyznając, że nie widzi powodu, by gratulować Wojciechowi Smarzowskiemu, ponieważ jego zdaniem, z ważnego tematu zrobił „karykaturę”. Minister Gliński przyznał również, że sam filmu nie oglądał, ale czytał streszczenie scenariusza. Katolickie Stowarzyszenie Dziennikarzy wezwało do bojkotu filmu. Obóz Narodowo-Radykalny oraz organizatorzy Marszu Niepodległości zapowiadali blokowanie i egzorcyzmy przed kinami pokazującymi film Kler, m.in. w Białymstoku, Gdańsku, Katowicach, Krakowie, Łodzi, Rzeszowie, Toruniu, Warszawie i Wrocławiu. Anna Sobecka, posłanka PiS, wystąpiła z zapytaniem do ministra kultury o powód dofinansowania filmu z budżetu państwa. Z kolei w kilku polskich miastach zapowiadano, że nie będzie projekcji filmu w miejscowych kinach, lub czyniono próby, aby do pokazów filmowych nie dopuścić. Takie sytuacje miały miejsce m.in. w Ostrołęce, Grodzisku Mazowieckim, Sokółce czy Ełku.
Krytycy byli podzieleni co do jakości filmu. Tomasz Raczek napisał, że „nie wyobraża sobie, żeby Kleru nie obejrzeli wszyscy Polacy”. Jego zdaniem obraz można porównać do „amerykańskiego zaangażowanego kina Olivera Stone’a albo filmów w rodzaju Spotlight, a przedstawioną w nim hierarchię polskiego Kościoła – do „mafii z Ojca chrzestnego”. Raczek relacjonował, że „gorączka na widowni jest taka, jaką pamiętam sprzed lat, gdy na reglamentowanych seansach pokazywano Człowieka z marmuru Wajdy”. Barbara Hollender stwierdziła, że przypisywanie Smarzowskiemu „obrazoburczego antyklerykalizmu i chęci walki z katolicyzmem” nie jest właściwe, a film „nie obraża niczyich uczuć”. Zdaniem Łukasza Maciejewskiego z portalu Onet.pl film bliski jest „potraktowanej à rebours duchowej literatury spod znaku Bernanosa czy filozoficznych rozważań Ciorana”. Krzysztof Burnetko napisał, że film „robi wrażenie bynajmniej nie przez epatowanie sensacją, lecz przeciwnie: poważnym podejściem do poważnego problemu. (...) Dobry, istotny film”. Z kolei Łukasz Adamski z prawicowego portalu wPolityce.pl napisał, że to „film wściekle antyklerykalny”, „to film nieprzyjaciela Kościoła”. Równocześnie jednak film pozytywnie ocenili publicyści katolickiego kwartalnika „Więź”, ordynariusz opolski biskup Andrzej Czaja, dominikanin Tomasz Golonka oraz jezuita Grzegorz Kramer.

### Oceny za granicą
Seanse filmu pod angielskim tytułem Clergy zorganizowano w: Irlandii, Szwecji, Wielkiej Brytanii (premiera: 11 października 2018), Austrii, Belgii, Holandii, Islandii (12 października 2018), Niemczech i Norwegii (19 października 2018). Na Wyspach Brytyjskich od 11 października zaplanowano ponad 200 seansów. Prawa do filmu zostały także sprzedane do Kanady i USA oraz Luksemburga.
Na Wyspach Brytyjskich przez pierwsze trzy dni wyświetlania film zarobił 1 002 754 funtów, co oznacza najlepsze otwarcie w historii polskiego kina wyświetlanego za granicą.
O filmie Smarzowskiego rozpisywały się prestiżowe zachodnie media. W „The Hollywood Reporter” pisano, że „Kler odbił się szerokim echem w Polsce” i „zachęcił wielu Polaków do opowiedzenia swoich historii o tym, jak byli wykorzystywani seksualnie przez obecnych i byłych księży”. Alex Marshall z „The New York Timesa” odkreślał, że „popularność filmu jest pewnym zaskoczeniem, biorąc pod uwagę fakt, że Polska jest krajem w przeważającej mierze katolickim, w którym prawie 40 procent ludności uczęszcza na cotygodniowe msze”. W recenzji dla dziennika „The Guardian” Mike McCahill wprawdzie miał wrażenie, „że scenarzysta-reżyser wziął na siebie więcej, niż jest w stanie przeżuć jeden film”, lecz ostatecznie uznał główne kreacje aktorskie za „przejmujące”. Swoją recenzję McCahill kończył słowami: „Pomódlcie się za PR-owców Watykanu, którzy będą musieli to spreparować”.

### Nagrody i wyróżnienia
| Rok  | Festiwal/instytucja                                            | Nagroda                                                               | Odbiorca            |
| ---- | -------------------------------------------------------------- | --------------------------------------------------------------------- | ------------------- |
| 2018 | Festiwal Polskich Filmów Fabularnych                           | Nagroda Specjalna Jury                                                | Wojciech Smarzowski |
| 2018 | Festiwal Polskich Filmów Fabularnych                           | Nagroda za scenografię                                                | Jagna Janicka       |
| 2018 | Festiwal Polskich Filmów Fabularnych                           | Nagroda Publiczności                                                  | Wojciech Smarzowski |
| 2018 | Festiwal Polskich Filmów Fabularnych                           | Nagroda Dziennikarzy                                                  | Wojciech Smarzowski |
| 2018 | Festiwal Polskich Filmów Fabularnych                           | Don Kichot, Nagroda Polskiej Federacji Dyskusyjnych Klubów Filmowych  | Wojciech Smarzowski |
| 2018 | Festiwal Polskich Filmów Fabularnych                           | Nagroda Festiwali i Przeglądów Filmu Polskiego za Granicą             | Wojciech Smarzowski |
| 2018 | Festiwal Filmu Polskiego w Ameryce                             | Nagroda Specjalna Przewodniczącego Komitetu Organizacyjnego Festiwalu | Wojciech Smarzowski |
| 2018 | Stowarzyszenie „Kina Polskie”                                  | Brylantowy Bilet                                                      | Wojciech Smarzowski |
| 2019 | Koło Piśmiennictwa Filmowego Stowarzyszenia Filmowców Polskich | Złota Taśma za film polski                                            | Wojciech Smarzowski |
| 2019 | Polska Nagroda Filmowa                                         | Najlepsza muzyka                                                      | Mikołaj Trzaska     |
| 2019 | Polska Nagroda Filmowa                                         | Najlepsza główna rola męska                                           | Jacek Braciak       |
| 2019 | Polska Nagroda Filmowa                                         | Najlepsza drugoplanowa rola męska                                     | Janusz Gajos        |
| 2019 | Polska Nagroda Filmowa                                         | Nagroda Publiczności                                                  | Wojciech Smarzowski |
| 2019 | Gildia Reżyserów Polskich                                      | Nagroda im. Krzysztofa Krauzego                                       | Wojciech Smarzowski |
| 2019 | Tarnowska Nagroda Filmowa                                      | Wyróżnienie                                                           | Wojciech Smarzowski |
| 2019 | Lubuskie Lato Filmowe                                          | Brązowe Grono                                                         | Wojciech Smarzowski |
| 2019 | Transilvania International Film Festival                       | Nagroda FIPRESCI                                                      | Wojciech Smarzowski |
| 2019 | Festiwal Polskich Filmów Fabularnych                           | Bursztynowe Lwy                                                       | Wojciech Smarzowski |
| 2020 | Empik                                                          | Bestseller Empiku w kategorii film polski                             | Wojciech Smarzowski |